# Achau

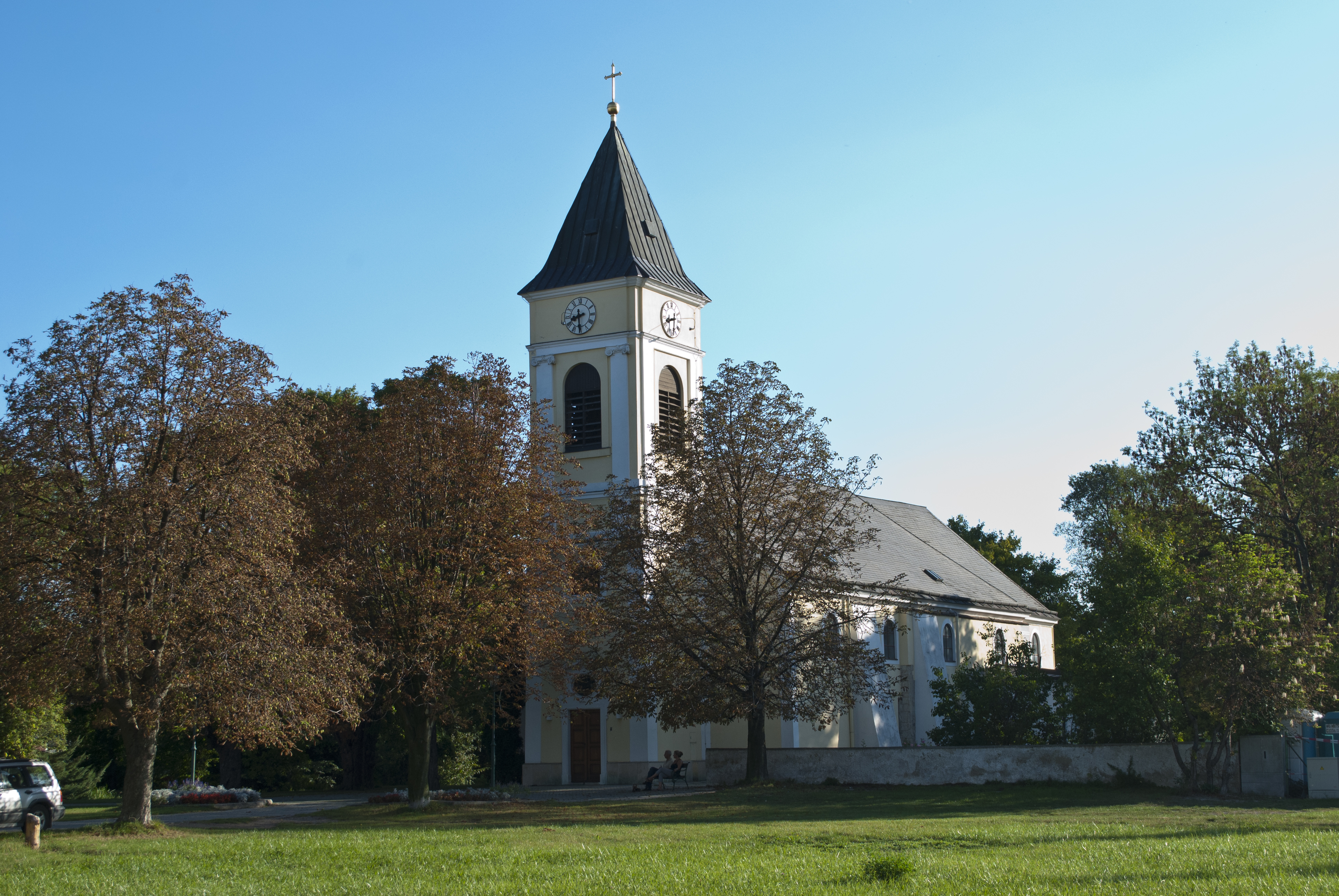
Farní kostel v Achau

Obec Achau leží na východní straně okresu Mödling v Dolních Rakousích. V severní části Vídeňské pánve se zde vlévá potok Mödlingbach do řeky Schwechat.

## Geografie

### Sousedící obce
Na severu je sousední obcí Hennersdorf , na severovýchodu Maria-Lanzendorf (v okrese Vídeň-okolí), na západ je Biedermannsdorf, na východ Himberg (v okrese Vídeň-okolí) a na jihu Laxenburg.

## Historie
Dějiny obce jsou proměnlivé stejně jako dějiny Rakouska. Po anšlusu Rakouska v roce 1938 se obec stala součástí 24. vídeňského okresu. Teprve v roce 1954 připadla opět samostatná obec zpět pod Dolní Rakousko.

### Vývoj počtu obyvatel
V roce 1971 žilo v obci 1.017 obyvatel, 1981 942, 1991 1.062, 2001 1.153 a v roce 2006 zde žilo 1.185 obyvatel.

## Kultura a pamětihodnosti
Na okraji obce stojí vodní hrad Achau.

## Hospodářství a infrastruktura

### Doprava
Achau leží na křižovatce Mödlingské silnice B11, souběžné s vídeňskou vnější rychlostní komunikací S1 a silnicí B16 spojující Mödling a Schwechat, vedoucí ze Šoproně přes Eisenstadt do Vídně. Proto je snadno dosažitelná severní část Vídeňské pánve, prostor Schwechatu a Leithagebirge. Na druhé straně je v okolí velmi zvýšený dopravní provoz. Na tzv. Pottendorfské železniční trati jezdí vlaky ve všední dny v hodinovém taktu, trať spojuje obec s nádražími Wien Hauptbahnhof a Vídeňské Nové Město.